# Luc Abalo
Luc Abalo (Ivry-sur-Seine, 6 settembre 1984) è un ex pallamanista francese.
Con la nazionale, con cui gioca dal 2005, ha vinto due medaglie d'oro olimpiche (2008 e 2012) e una d'argento (2016), quattro campionati mondiali (2009, 2011, 2015, 2017), tre medaglie d'oro europee (2006, 2010 e 2014) e un bronzo europeo (2008).